# Costantino Bonelli
Costantino Bonelli (Città di San Marino, 1525 – Città di Castello, 4 aprile 1572) è stato un vescovo cattolico sammarinese.

## Biografia
Nato a Città di San Marino nel 1525, divenne prete e poi partecipò al Concilio di Trento.
Il 7 febbraio 1560 venne nominato vescovo di Città di Castello e nel 1565 fu promotore della costruzione del monastero di Santa Chiara a Borgo Maggiore.
Morì a Città di Castello il 4 aprile 1572.

## Genealogia episcopale
La genealogia episcopale è:
- Cardinale Girolamo Grimaldi
- Arcivescovo Martinho de Portugal
- Arcivescovo Alfonso Oliva, O.E.S.A.
- Vescovo Girolamo Maccabei
- Vescovo Giovanni Giacomo Barba, O.E.S.A.
- Vescovo Costantino Bonelli